# Марија (царица)
Царица Марија (умрла 407) била је прва царица супруга Хонорија, западноримског цара . Била је ћерка генерала Стилихона . Око 398. године удала се за свог рођака, цара Хонорија. Неизвесно је када је рођена, али вероватно није имала више од четрнаест година у време удаје. Марија није имала деце, а умрла је 407. године. После њене смрти, цар Хонорије се оженио њеном сестром, Термантијом.

## Породица
Марија је била ћерка Стилихона, магистер милитум Западног римског царства, и Серене . Њена браћа и сестре били су Еухерије и Термантија . „Де Консулату Стилихонис“ од Клаудијана извештава да је њен неименовани деда по оцу био коњички официр под царем Валенсом, императором Источног римског царства . Орозије појашњава да је њен деда по оцу био романизовани Вандал .  Фрагментарна хроника Јована Антиохијског, монаха из 7. века који се условно поистовећује са Јованом из Седре, сиријски православни патријарх Антиохије од 641. до 648.  назива деду Скитом, вероватно следећи касноантичку праксу да назива све људе који живе у Понтско-каспијсим степа као „Скити“, без обзира на њихов језик. Јероним назива Стилихона полуварварином, што се тумачи као да је Маријина неименована бака по оцу била Римљанка . 
Клаудијанова песма „У славу Серене“ и Зосимова „Хисториа Нова“ појашњавају да је Маријин деда по мајци био старији Хонорије, брат цараТеодосија I.   Обојица су били синови грофа Теодосија и Термантије, како је разјашњено у „Хисториа Романа“ Павла Ђакона . Генеалози сматрају да је вероватније да је Марија добила име по својој баки по мајци, условно дајући тој баки име „Марија“. 

## Брак
У Фебруара 398. Марија се удала за цара Хонорија, свог  рођака по мајци, који је једном уклоњен. Њен муж је био син цара Теодосија I и његове прве жене Елије Флациле .  Хонорије још није имао четрнаест година. Преживео је Епиталамион који је у њихову част написао Клаудијан . Он ставља свој ласкави опис царице Марије у уста Венере, римске богиње која се углавном повезује са љубављу, лепотом и плодношћу, што је еквивалент грчкој богињи Афродити . „Иако те никакве крвне везе нису спајале са царском кућом, иако ниси ни на који начин био у сродству с њом, ипак би те твоја лепота учинила достојним царства. Које лице би радије освојило жезло? Које лице боље краси палату? Црвеније од руже усне твоје, беље од мраза твој врат, крављи нису жутији од твоје косе, ватра није сјајнија од твојих очију. Како се финим међупростором сусрећу нежне обрве на твом челу! Како само мешавина која чини да ти се румениш, твоја поштеност није прекривена превише црвене! Ружичастији су ти прсти од Аурориних, чвршћа рамена од Дианиних ; чак и мајку своју надмашујеш. Ако је Бахус, Аријадинин љубавник, могао да трансформише венац своје љубавнице у сазвежђе, како то да лепша служавка нема круну од звезда?" 
Постоји научна дебата о томе колико је Марија имала година. Ово би зависило од тога када су њени родитељи били венчани. Клаудијанови одломци „Де Консулату Стилихонис“ говоре да је Стилихон прво постао славан кроз успешне преговоре о мировном споразуму са Сасанидским царством, а затим га је цар Теодосије I изабрао да се ожени својом синовицом.  Изгледа да извештај извештава да је (1) Стилихон преговарао о споразуму о међусобном пријатељству између цара Теодосија I и цара Шапура III (2) цар Теодосије I и царица Елија Флацила су преузели бриго о Серени, након смрти њених природних родитеља. Уговор је обично датиран у 384. годину, али су датуми чак 387. предложени и за уговор и за брак који је уследио. По свакој процени, царица Марија би у време удаје имала највише четрнаест година. 

## Царица
Према Зосимовом извештају, „Када се Марија спремала да се уда за Хонорија, своју мајку, сматрајући је сувише младом за брачну дужност и не желећи да одложи брак, иако је мислила да ће се покорити тако младој и нежној особи у загрљај мушкарца нудила насиље према природи, прибегла је жени која је знала да управља таквим пословима, и својим средствима је измислила да Марија живи са царем и да дели његов кревет, али да он не сме да има моћ да је лиши девичанства. У међувремену је Марија умрла као невина, а Серена, која је, као што се може претпоставити, желела да постане бака младог цара или царице, из страха да ће њен утицај бити умањен, уложила је све своје напоре да уда своју другу ћерку за Хонорија.“  Извештај је можда покушао да објасни зашто је Марија умрла без порода. Међутим, ово се такође може објаснити младим годинама царског пара, прича о Хонорију којег је дрогирала његова ташта Серена се сматра измишљеном.  Њена сестра Термантиа се удала за Хонорија.